# 美瑛車站
美瑛車站（日语：／ Biei eki */?）是日本北海道上川郡美瑛町境內的一個鐵路車站，位於北海道旅客鐵道（JR北海道）富良野線沿線，是美瑛町的主車站也是附近地區各類觀光活動的集散點。每年都有不少來自日本國內外的觀光客來此車站，轉乘觀光巴士或租借自行車至附近丘陵地區觀光。與美瑛車站距離最近的主要交通轉運點是位在北方的旭川車站，每隔一小時就有列車自旭川出發駛往美瑛方向。
富良野線是唯一通過美瑛車站的鐵路路線，並且以美瑛車站作為該線中段的主要停靠站。行駛在富良野線上的普通列車以大約每小時一班的間隔自北端的旭川出發，其中有半數只行駛到美瑛就折返，剩下的另外一半班次則會繼續往南行駛至富良野。
站名來自所在地名，源於阿伊努語的「piye」，意思為「泛油的」。

## 停靠列車
作為富良野線中段的主要車站，所有通過該線的列車皆會在美瑛車站停靠。其中，只有在每年夏季與秋季（7月至9月）運行的觀光小火車「富良野、美瑛諾羅科號」就是以此站作為北端的發車站。
- 富良野、美瑛諾羅科號（富良野･美瑛ノロッコ号）- 行駛於美瑛～富良野（頭末班車則是以旭川作為起訖點）的觀光小火車。
- 健康散步號（ヘルシーウォーキング号）- 連結美瑛（或美馬牛）與富良野的直達快速列車，中途不停站。
- 狩勝號 - 行駛於旭川與帶廣間的快速列車。在旭川～美瑛～富良野路段上只是普通的列車，但在進入富良野～帶廣區間後改編制為快速列車。

## 車站構造

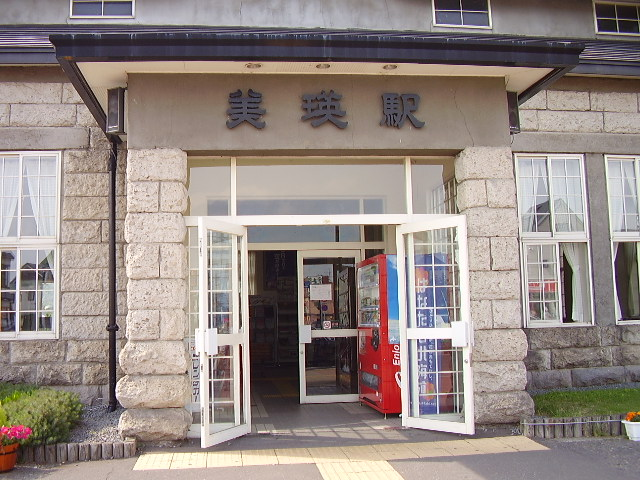
美瑛車站門口

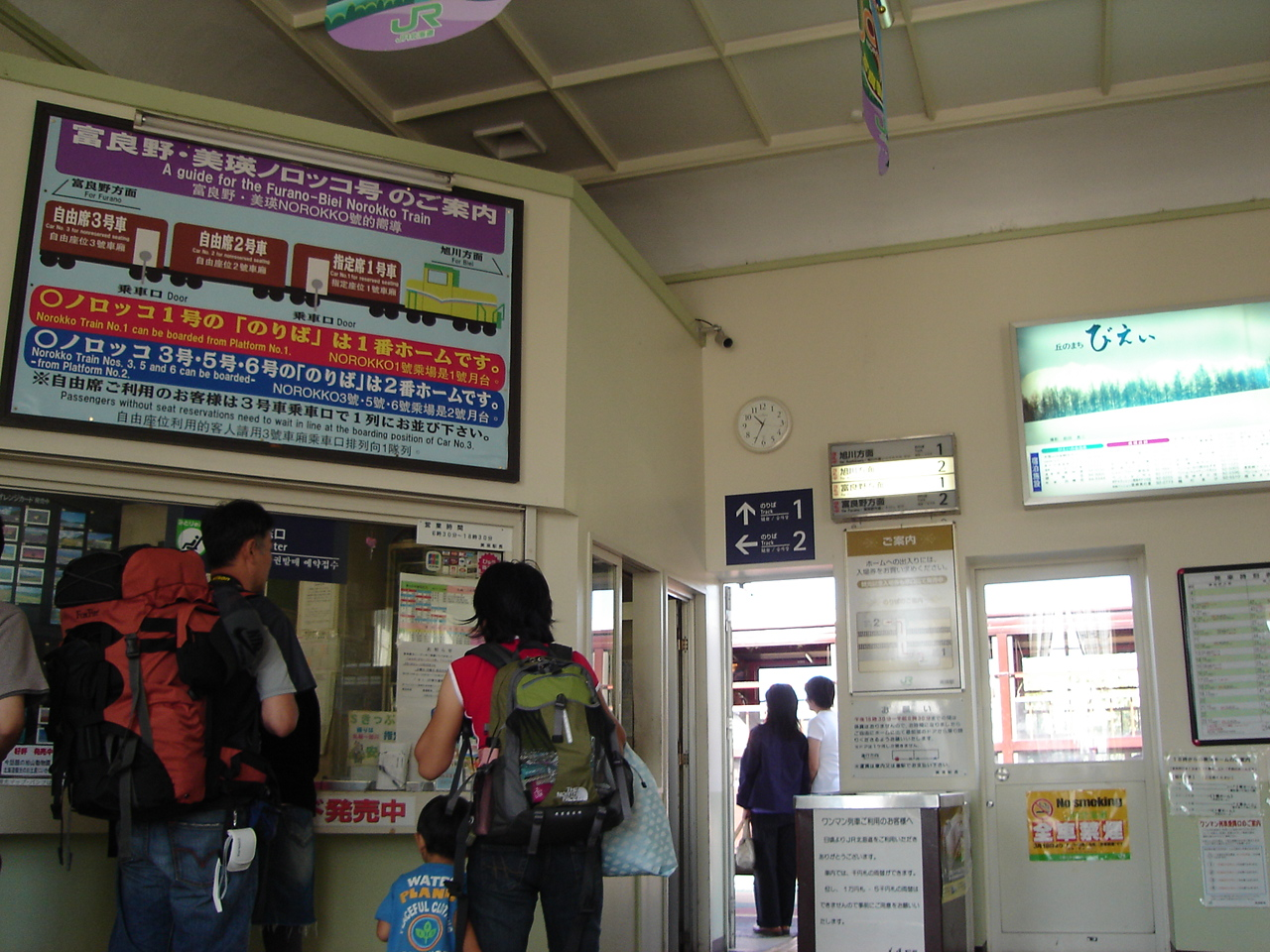
車站內售票窗口及驗票口

美瑛是一個站內設置有一對對向式月台共兩條乘車線的地面車站，能提供讓列車交會的功能。由於是富良野線中段的主要車站且觀光客利用率高，站內常設有站務人員，並設置有綠窗口（みどりの窓口）提供各種票務服務。車站站房與附屬的倉庫建築使用的是一種被稱為「美瑛軟石」的凝灰岩作為外牆裝飾，使得車站本身就已經是很受歡迎的觀光景點，包括日本國鐵與豐田汽車的電視廣告，乃至於早安少女組的音樂影片都曾以美瑛車站作為拍攝背景。
位於車站東南方的站前廣場是美瑛町內最主要的中心點，包括旅客服務中心（四季之情報館）與多家自行車出租行皆位於此廣場周圍。為了呈現一致的風格，車站前的許多建築都經過相當程度的整修並使用石材作為外牆裝飾，且在建築正面標示出該建築物實際落成的年份。

## 歷史
- 1899年（明治32年）9月1日 - 以北海道官設鐵道十勝線（今富良野線）沿線車站的身份開始營運。
- 1905年（明治38年）4月1日 - 管理權移交至日本官設鐵道（也就是日本國鐵的前身）手上。
- 1952年（昭和27年） - 改建為石造站體。
- 1982年（昭和57年）11月15日 - 貨運服務終止。
- 1984年（昭和59年）2月1日 - 取消行李托運服務。
- 1987年（昭和62年）4月1日　- 日本國鐵分割民營化，美瑛車站的經營由JR北海道繼承。

## 車站周邊
- 北海道道213号天人峡美瑛线
- 北海道道543號上宇莫別美瑛停車場線
- 道北巴士（日语：道北バス）、富良野巴士（日语：ふらのバス）、美瑛町營巴士「美瑛車站前」巴士站
- 北方快車（日语：ノースライナー (北海道)）「美瑛」巴士站
- 道之驛美瑛丘之倉（道の駅びえい「丘のくら」）- 一座石造的歷史性倉庫建築。
- 四季之情報館：美瑛觀光案內所
- 美瑛町公所（四季之塔）
- 美瑛町立美瑛小學（美瑛町立美瑛小学校）
- 北海道美瑛高中（北海道美瑛高等学校）
- 美瑛町圖書館
- 美瑛郵局
- 旭川信用金庫（日语：旭川信用金庫）美瑛分店
- 北海道銀行美瑛分店
- 美瑛町農業協同組合（JA美瑛）
- 旭川東警署（日语：旭川東警察署）美瑛派出所

## 相鄰車站
北海道旅客鐵道（JR北海道）
■富良野線
美馬牛（F38）－美瑛（F37）－北美瑛（F36）

## 外部連結
- JR北海道官方網站 （页面存档备份，存于）（日語）、（英文）、（中文）、
- 北海道故鄉的車站（北海道新聞社）（日語）
- 美瑛車站（JR北海道旭川分社）（日語）
- 全驛參觀之旅 （页面存档备份，存于）（日語）

43°35′28″N 142°27′42″E / 43.59111°N 142.46167°E
1. ↑   (PDF). 美瑛町. 2015  [2017-01-09]. （原始内容 (PDF)存档于2016-11-04）. p.3.